# Лига Монтана
Лига Монтана е футболна лига, в която играят отбори от Област Монтана.

## История
Лигата е създадена през 2022 г. Първите членове на лигата са изключените като членове на БФС на 23 март 2022 г. и от ОФГ Монтана: Бойчиновци (Бойчиновци), Кариана (Ерден), Шурданица (Георги Дамяново), Ботев 1930 (Кобиляк) и Хайдут 2014 (Ерден). Към лигата се присъединяват и отказалите се от областната лига Пъстрина 2012 (Николово) и Миньор Кипровец (Чипровци). Понеже те все още са членове на БФС, играят в лигата под имената Баня бойс (Николово) и Торлак (Чипровци). 
Първият кръг от лигата е игран на 11 септември 2022 г.

## Клубове 2022/23
- Бойчиновци (Бойчиновци)
- Ботев 1930 (Кобиляк)
- Кариана (Ерден)
- Миньор Кипровец (Чипровци) - под името Торлак (Чипровци)
- Пъстрина 2012 (Николово) - под името Баня бойс (Николово)
- Шурданица (Георги Дамяново)
- Хайдут 2014 (Ерден)